# Een klein heldendicht
Een klein heldendicht is een gedicht dat Herman Gorter (1864-1927) in boekvorm publiceerde in 1906. Het gedicht schetst de groei van het socialistisch bewustzijn van een jonge arbeider en een jonge arbeidster.

## Bibliografische gegevens
- Gorter, Herman (1906) – Een klein heldendicht. Amsterdam : W. Versluys. 103 pgs.[1]
- 1908: tweede (gewijzigde)[2] druk, met vier fotografische reproducties van muurschilderingen door Richard Roland Holst in het gebouw van de Algemene Nederlandse Diamantbewerkersbond (ANDB) in Amsterdam (tegenwoordig vooral bekend als de “Burcht van Berlage”).[3][4]
- 1909: Duitse vertaling: Ein kleines Heldengedicht. Leipzig : Maas & Van Suchtelen.[5]
- latere herdrukken: wrsch. 1925 (“Bussum”); 1977: Amsterdam : Pegasus.[6]
- Een klein heldendicht is in 1950 ook opgenomen in Verzamelde werken (deel 4: episch werk).[7]

Een klein heldendicht is “opgedragen aan de nagedachtenis van Karl Marx.” Het is een rijmloos gedicht van ongeveer 1500 versregels.

## Achtergrond
Herman Gorter is bekend geworden als de dichter van Mei (1889). Dat werd een van de bekendste epische gedichten uit de Nederlandse literatuur, en in de woorden van Garmt Stuiveling “het ongeëvenaarde hoogtepunt” in het literaire werk van de Beweging van Tachtig.
Nadat Gorter in 1897 socialist was geworden, en toetrad tot de SDAP, bleef hij dichten. Als eerste resultaat daarvan verscheen Verzen (1903). (Hij gebruikte dezelfde titel als voor zijn (sensitivistische) Verzen van 1890.) De  (socialistische) Verzen van 1903 hadden een uitgesproken boodschap: de bewondering voor het socialisme.
Naast bewondering voor het socialisme vatte Gorter ook bewondering op voor Ada (Prins), een leerling waarmee hij een relatie kreeg. In de Verzen klinkt ook deze bewondering duidelijk door.
Gorter had ook de wens om weer een episch werk te maken, zoals de Mei, maar dan toegewijd aan de zaak van de arbeidersklasse. Het eerste resultaat van inspanningen in die richting was Een klein heldendicht. Het heette waarschijnlijk niet voor niets Een klein heldendicht. Het was nog niet zo groot als de Mei en moet worden beschouwd als een voorstudie voor het grotere socialistische epos Pan uit 1912.
Een klein heldendicht biedt “een stuk gedachten- en gevoels-epiek, waarvan de abstractie alleen in evenwicht gehouden wordt door de manlijke tere aanschouwelijkheid der beschrijving. Voor de dichter zelf was het niet meer dan een idyllische inleiding op het grootse plan dat hem voorzweefde: 'de lyrisch-epische uitbeelding der bevrijding van het menschengeslacht van elke sociale en geestelijke onderdrukking, door den strijd der arbeiders voor het socialisme, in zijn samenhang met het universele leven.'” Dat grote plan kwam pas  zes jaar later tot uitvoering, toen de eerste versie van Pan verscheen, in 1916 gevolgd door de tweede, definitieve, en bijna drie keer zo grote versie.
Henriette Roland Holst vertelt hoe Gorter, toen hij bij haar en haar man Richard Roland Holst op hun buitenhuis “de Buissche Heide” logeerde, grote fragmenten voorlas: “het begin, de vergadering met Bebel en Vaillant, en de prachtige Meivergadering met de vrouwen, zoo bloeiend-warm en sterk en teeder. Hij was bijzonder in zijn schik met het begin daarvan en herhaalde een paar keer de huiselijke namen der meisjes, die op weg naar het Meifeest zijn, en de beschrijving van hun gaan, met bijna kinderlijke verrukking.”

## Inhoud
Een klein heldendicht beschrijft de ontwikkeling van twee jonge katholieke mensen, de metaalarbeider Willem en de weefster Maria, die met het opkomende socialisme worden geconfronteerd, en uiteindelijk voor het socialisme, en voor elkaar kiezen. Het is opgebouwd uit negen zangen.
In de eerste zang krijgt Willem te maken met een staking, en weet niet of hij mee moet doen of niet. In de tweede zang twijfelt Maria of ze lid van de vakbond moet worden.
In de derde tot en met de vijfde zang volgen we de ontwikkeling van Willem, die vertrouwd raakt met het socialisme. Hij bezoekt een scholingsavond, waar hij leert dat arbeiders zich aaneen kunnen sluiten, en hoe dat uiteindelijk, wanneer dat wereldwijd gebeurt, zal leiden tot “de gouden Vrijheid” (p. 33). In de vierde zang wordt weergegeven hoe Willem zich 's avonds stort op “het gouden boek” (p. 42), waarmee waarschijnlijk een werk van Karl Marx wordt bedoeld. In de vijfde zang is Willem aanwezig op een bijeenkomst waar August Bebel en Édouard Vaillant spreken.
In de zesde tot en met de achtste zang volgen we dan weer het leerproces van Maria. Ze gaat naar het bos, waar ze nadenkt over de klassenstrijd. In de zevende zang woont ze een 1 mei-viering bij en in de achtste zang wordt ze door een wijze wever in de fabriek onderwezen in de meerwaardetheorie van Marx.
In de negende zang, die in de eerste druk ontbreekt en in de tweede druk één pagina beslaat, komen Willem en Maria samen “in 't goude en teere scheemren van de zon.” Ze zijn zich bewust van hun liefde voor elkaar, en Maria spreekt uit, dat ze haar twijfel kwijt is: “O ik ben vast geworden, mijn hart weet wat 't kan en wil.”

## Recensies en besprekingen
Een klein heldendicht is onder andere besproken in:
- De Gids, 71e jrg. (1907), p. 565 – 580, door Carel Scharten.[16]
- Roland Holst, Henriette (1932) – 'De schoonheid van Herman Gorters poëzie.' In: De Gids,  96e jrg., deel 4 (1932),  p. 207-223. Ook uitgegeven als deel van het boekje Herman Gorter (Roland Holst 1933), p. 85-160.[17]
- van de Woestijne, Karel (1949) – 'De gedichten.'  In: Verzameld werk,  vierde deel: beschouwingen over literatuur en kunst. Bussum : van Dishoeck, p. 811-816.[18]

Ook heel recent wordt nog weleens naar Een klein heldendicht verwezen. Bijvoorbeeld in december 2012 in een tekst van Sjarrel Massop voor “Solidariteit”.